# UTC+03:30

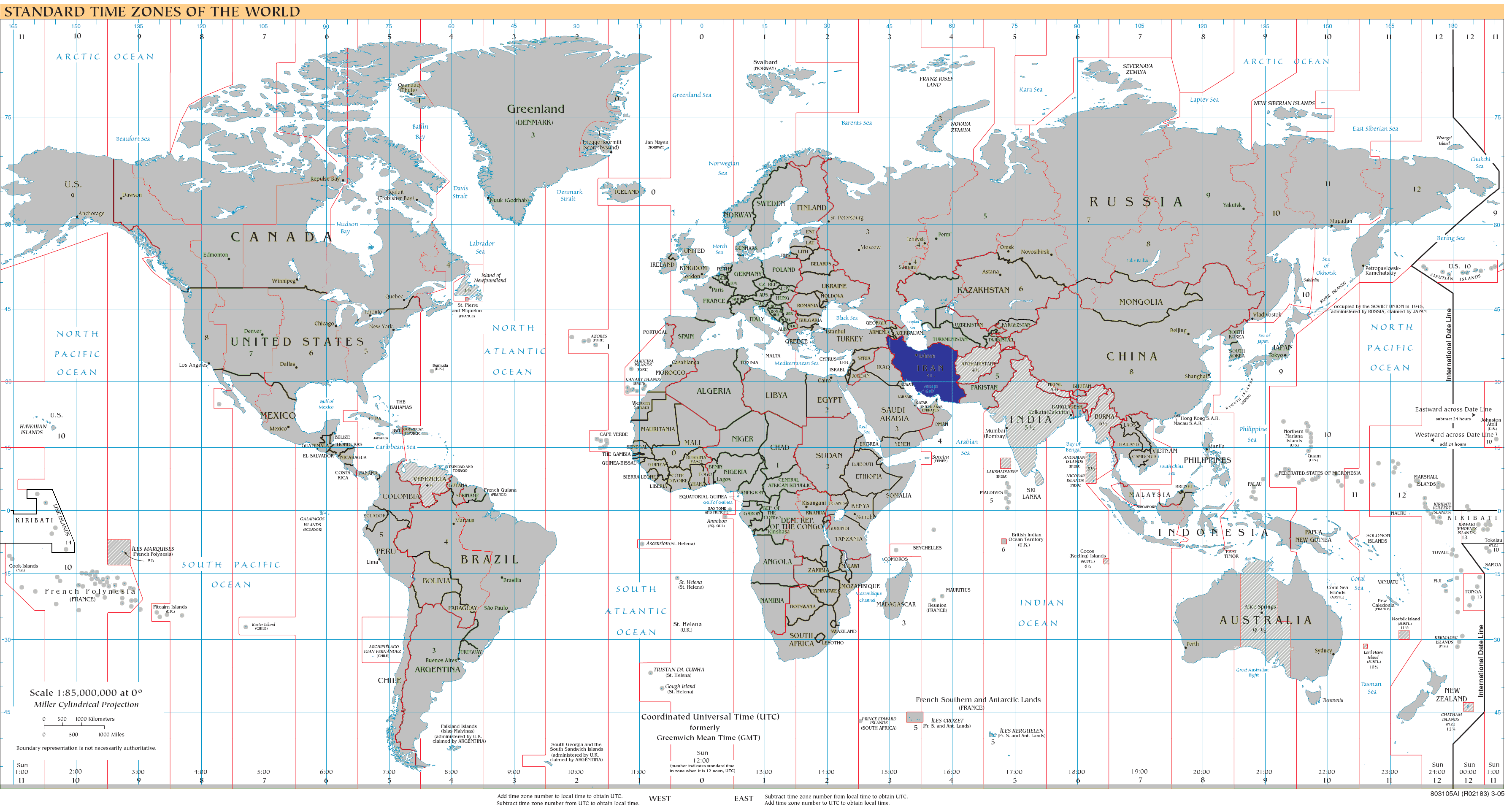
UTC+03:30:Blau (l'any sencer)

UTC+03:30 és una zona horària d'UTC amb 3 hores i mitja de retard de l'UTC. El seu codi DTG és C+, C*  o C0.

## Zones horàries
- Iran Standard Time (IRST)

## Geografia
UTC+03:30 és la zona horària nàutica que comprèn l'alta mar de 52.5° E de longitud.